# Первизи, Пренк
Пренк Первизи (алб. Prenk Pervizi; 4 мая 1897, Скурей, Османская империя — 6 сентября 1977, Жолимон, Бельгия) — албанский военный деятель, главнокомандующий Королевской албанской армией (1943), коллаборационист.

## Биография
Родился 4 мая 1897 года в деревне Скурей. Происходил из знатного албанского рода Первизи.
Окончив среднюю школу в Шкодере, в 1914 году поступил в кадетскую школу в Вене, где и познакомился с Ахметом Зогу, впоследствии став его соратником.
В 1918 году поступил в новосозданную албанскую армию, став командиром жандармерии в Круе. После участвовал в боевых столкновениях с югославской армией в 1920-1921 годах. Первизи оставался верен Зогу и правительству Албании во время восстания 1922 года. Вмешательство Первизи и его жандармских подразделений спасло Албанию от кризиса, который мог иметь катастрофические последствия для самого ее существования. За эти действия он получил звание капитана первой инстанции за военные заслуги и «Золотую медаль за воинскую доблесть».
Первизи повторно показал свою лояльность к Зогу, приняв участие в организации переворота против епископа Фан Ноли, который тогда находился у власти. После того, как Зогу пришел к власти, он занимал высокие должности в администрации, а также имел высокое влияние в армии.

### Отношения с Италией
Первизи изначально оставался приверженцем сближению с Италией. В 1929 году он прошел обучение в военной академии в Турине. После он также станет отправлять своих детей на учебу в Италию. 
Также был приближен к королевской семье, будучи гостем на свадьбе принца Умберто, сына королевы Елены Черногорской.
Был возведен в рыцари ордена Маврикия и Лазаря. Также был принят на службу в итальянскую армию в звании полковника. 
По возвращении в Албанию, он вошел в комиссию наблюдателей Итало-эфиопской войны, где встретился с итальянскими маршалами Бадольо, Де Боно и Грациани. По этой войне Первизи написал очень подробный отчет и провел ряд конференций в Албании.
В августе 1936 года он представлял Албанию на заседании Большого военного совета Италии в Ирпинии, где обменялся словами с Бенито Муссолини, который открыто заявил о намерениях Италии вмешаться в дела Албании. По возвращении в Албанию, Первизи предупредил короля Зогу о намерениях Муссолини. Однако, король был настроен скептически и не придал значения предстоящей угрозе. 
7 апреля 1939 года итальянцы вторглись в Албанию. Во время вторжения, Первизи являлся фактическим командующим албанской армией после бегства Джемаля Аранити. Находясь в Корче, он организовал эвакуацию королевской семьи в Грецию.

### Во время оккупации
После капитуляции албанской армии, по предложению Альфредо Гуццони пошел на сотрудничество с итальянской армией. Во время Итало-греческой войны принял командование над албанскими подразделениями итальянской армии. Однако из-за плохой организации и подготовки албанцы были разгромлены, после чего Первизи отдал приказ о выводе албанских подразделений с линии фронта. 
После вывода с фронта, албанские подразделения были сконцентрированы в горах, а сам Первизи был возведен в генералы.
После капитуляции Италии и оккупации Албании немецкими войсками в 1943 году, Первизи был официально назначен на пост главнокомандующего албанской армией. На этом посту он пытался противостоять формированию подразделений СС из албанского населения, однако так и не был услышан немецким руководством (См. 21-я добровольческая горнопехотная дивизия СС «Скандербег» (1-я албанская)).
В 1944 году партизанами было организовано контрнаступление, в результате которого Первизи был вынужден оставить Тирану, после чего сдался британским войскам.

### В изгнании
После сдачи, он предложил британцам свои услуги для противостояния коммунистам, однако те отказались. 
После окончания войны жил сначала в Италии, потом в Бельгии, где и умер в 1977 году.